# Dianguirdé
Dianguirdé est une commune rurale malienne, située dans le pays de la Kaarta, de l'arrondissement central de Diéma, dans le cercle de Diéma, et la région de Nioros.

## Villages
La commune s'étend sur 14 localités relevées lors du recensement général de 2009. 
Les villages les plus peuplés sont :
- Torodo (2 121 habitants)
- Dianguirdé (1 891 habitants)
- Merela (1 166 habitants)